# 영광스포티움
영광스포티움(靈光스포티움, Yeonggwang Sportium)은 대한민국 전라남도 영광군에 있는 스포츠 시설 단지이다. 영광종합운동장, 보조경기장, 영광축구전용구장 등 여러 스포츠 시설이 갖춰져 있다.

## 참고 문헌
- “영광스포티움”. 《영광군청》. 영광군청.
- “영광스포티움”. 《영광군 문화관광》. 영광군청.
- 《2018년 전국 공공체육시설 현황 (2017년말 기준)》. 대한민국 문화체육관광부. 2019.
- 《2020년 전국 공공체육시설 현황 (2019년말 기준)》. 대한민국 문화체육관광부. 2021.

## 같이 보기
- 영광종합운동장
- 영광스포티움 보조경기장
- 영광축구전용구장